# Singularity (videojoc)
Singularity és un videojoc de tir en primera persona publicat el 2010 per a Microsoft Windows, Xbox 360 i PlayStation 3. Va ser desenvolupat per Raven Software utilitzant el motor Unreal Engine 3 i va ser publicat per Activision en la conferència de premsa E3 del 2008.

## Jugabilitat
Singularity transcorre en una illa fictícia anomenada Katorga - 12. Un dels mecanismes principals és un dispositiu anomenat Time Manipulation Device (TMD o DMT en català). El DMT es proveeix amb E-99 i pot manipular el temps. Pot moure un objecte cap endavant o enrere en el temps, atreure objectes i sostenir-los indefinidament o enviar un pols d'energia que pot confondre o matar enemics. El DMT pot afectar solament éssers vius o objectes que hagin estat en contacte amb E-99.
El DMT es pot utilitzar en conjunt amb estacions d'energia especials disseminades al llarg de l'illa que poden amplificar el seu poder.

## Argument
El joc comença amb una extensa cinemàtica narrant els esdeveniments previs a l'aventura. En elles se'ns mostra que en el 2010, els Estats Units descobreixen una illa deshabitada, anteriorment pertanyent a l'URSS, a causa que la radiació danya els instruments d'un satèl·lit espia nord-americà. L'illa, anomenada Katorga-12 solia pertànyer a l'URSS, i allí es desenvolupaven investigacions entorn d'un poderós element que solament es trobava en aquesta illa, l'E-99. Tement un desastre similar al de Txernòbil, Estats Units envia al Capità Nathaniel Renko (el protagonista), i a Devlin, el seu company, a investigar. Però llavors un pols electromagnètic posa fora de combat l'helicòpter en el qual viatjaven. Després d'arribar a l'illa, Renko comença a passar del present a 1955, l'any d'un catastròfic accident a l'illa. En el seu primer viatge a aquesta data salva a un científic anomenat Nikolai Demichev de morir en un incendi. El govern rus ha ocultat tota la informació respecte a l'esdevingut a l'illa en 1955, així que serà la nostra missió descobrir que va passar en aquesta data, i en què consistia en el treball de Demichev.
No obstant això al llarg de la trama Renko descobreix que Demichev volia usar l'E-99 i el DMT amb finalitats d'esclavitud mundial, però el científic amb el qual s'havia aliat Renko, Viktor Barisov, li havia amagat el dispositiu DMT ja que ell tenia coneixement del mal ús que aquest li donaria.
També es descobreix que l'illa Katorga-12 estava habitada per moltes persones, fins i tot fins al límit en què aquestes persones tenien a la seva família a l'illa i tenien casa, llocs de recreació i fins a escoles on els nens podien estudiar, la idea era que Stalin havia invertit grans recursos per investigar l'E-99 que solament es trobava en aquesta illa, i la necessitat de tenir un centenar de gent treballant va ser muntar una ciutadella en ella perquè els empleats tinguin on viure i com mantenir a les seves famílies.
Per anys l'E-99 va ser utilitzat per a experiments científics, els quals donaven resultats extraordinaris, però al mateix temps aquest mineral era molt inestable i volàtil per la qual cosa calia tenir molta cura amb el maneig d'est.
Al final del joc els tres personatges, Renko, Barisov i Demichev, queden en una molt disputada discussió, doncs el Dr. Barisov resol el problema dient-li a Renko que ell és l'anomalia de tot el succeït, i que la solució era que Renko torni al passat on salvo a Demichev de l'incendi i que es mati el mateix, d'aquesta manera Demichef morirà i gens d'això succeirà, d'altra banda el Dr. Demichev tracta de rentar-li el cervell a Renko dient-li que ha de matar el Dr. Barisov i així ells podran conquistar el món junts.
Els punts interessants d'aquest joc són els tres finals que conté:
Primer Final (Quan Mates al Dr. Barisov): Totes les dades del Dr. Barisov són eliminats perquè el món no sàpiga que va existir, d'altra banda Renko i Demichev alliberen batalles de conquesta mundial, sempre Renko al capdavant de tot amb el DMT, fins i tot entrena criatures mutants per atacar amb elles en la primera onada. Gràcies al DMT, Renko és imparable i hi ha els qui diuen que és més poderós que Demichev, qui crea el seu propi desenvolupament d'armes secretament en els antics Estats Units i crea el seu propi DMT, amb això el món torna a una guerra freda entre dues superpotències.
Segundo Final (Quan et mates a tu mateix): Una vegada que retrocedeixes a l'incendi i Renko es veu a si mateix salvant a Demichev, est li dispara. Immediatament després de la seva mort, Renko apareix novament en l'helicòpter amb tota la seva unitat al moment que investigaven l'Illa Katorga-12, solament que en aquesta ocasió en comptes de sobresortir de l'aigua la Falç, sobresortia una gegantesca estàtua del Dr. Barisov amb el dispositiu DMT instal·lat a la seva mà, Renko se sorprèn en veure això i mira la seva pròpia mà sabent que tot havia acabat, finalment els militars avorten la missió per falsa alarma i retornen a les seves llars.
Tercer Final (Quan mates a tots dos): Amb la mort d'aquests dos personatges Renko es converteix en una llegenda, i el coneixement de l'E-99 desapareix per complet, i no se sap gens del parador del DMT, passen diverses setmanes abans de la troballa dels cadàvers de Barisov i Demichev però les seves morts són un cas sense resoldre, no obstant això la mort de Demichev és el primer pas per a la pèrdua del control mundial per part de Rússia, l'URSS es dissol en fraccions rivals a la recerca de poder, les guerres que esclaten per tot el món causen milions de morts, la nova llibertat permet a MIR-12 créixer en força i influència no solament lluitant contres els exèrcits russos sinó també que estan a la caça de l'assassí de Dr. Barisov sense èxit algun, quan el DMT està lluny de l'illa Katorga-12, la Singularitat es torna inestable i una enorme explosió destrueix la costa est de Rússia, aconseguint l'estat d'Alaska, això ocasiona que moltes criatures mutants arribin a la Xina. Hi ha rumors sobre un exèrcit secret que ha conquistat part dels antics Estats Units dirigits per un personatge misteriós (Renko), es diu que no té pietat amb qui es creua en el seu camí i que els seus plans són conquistar el món, hi ha els qui diuen que té un poder increïble, com si controlés la mà de Déu.

## Rebuda
Singularity va rebre "ressenyes generalment favorables" a totes les plataformes segons el lloc web d'agregació d'anàlisis Metacritic. Activision va quedar decebuda amb les vendes de Singularity, que va ser de menys de 400.000.
Destructoid va elogiar la versió Xbox 360, afirmant que: "Singularity és un joc que aconsegueix sentir-se com una cosa pròpia tot i haver estat combinant-se amb anteriors jocs FPS, i si voleu un shooter estiuenc ple de joguines violentes i superpoders ximples, no obtindreu res millor que això. Probablement el millor FPS de l'any fins ara." IGN no va ser tan entusiasta i va dir que, mentre que "el joc de tir és sòlid i hi ha unes quantes parts memorables", el joc està "en última instància limitat per una falta d'imaginació on una idea de manipulació del temps neta és emmanillada pel tir en primera persona". Alguns crítics van criticar el joc per semblances amb altres jocs, com ara BioShock. Al Japó, on es van publicar i publicar les versions de PlayStation 3 i Xbox 360 per Square Enix el 22 de setembre de 2010, Famitsu va donar a ambdues versions de consoles una puntuació de 29 sobre 40, mentre que Famitsu Xbox 360 va donar a la seva versió Xbox 360 una puntuació de vuit, un de set i dos vuits per a un total de 31 sobre 40.
The A.V. Club va donar a la versió Xbox 360 un B + i va dir que "per a un joc llançat amb poca fanfàrria, que és innovador només en sentit addictiu, Singularity val la pena jugar per la seva incorporació fantàstica de les millors idees de la darrera dècada de tir en primera persona, i per proporcionar un ambient adequat per a gaudir." 411Mania va donar la mateixa versió de la consola vuit de deu i va dir que "ofereix un bon shooter per a persones que volen jugar a un shooter d'un sol jugador. El multijugador també és divertit, però els problemes d'equilibri poden fer que els mutants siguin massa potents en moltes situacions. Mentre que molts elements del joc ja s'han vist anteriorment, Singularity aconsegueix unir-los i produir una experiència agradable, aquest shooter és un dels millors títols d'estiu d'aquest any i els aficionats als shooters haurien de provar-lo." The Escapist de la mateixa manera, li va donar quatre estrelles de cinc i va destacar "un esforç sòlid i entretingut que probablement gaudireu més del que creieu." The Daily Telegraph va donar set de deu i va dir del joc: "Amb la seva lluita variada, la història ridícula i les armes extravagants, és un títol divertit i atractiu i és una llàstima que Activision no li hagi concedit l'atenció que mereix. Si estàs disposat a passar per alt les seves mancances i gaudir de l'experiència de l'antiga escola, Singularity és un producte fantàsticament satisfactori." Metro UK de la mateixa manera, en va donar set de deu i va dir que era "Una mica poc cuit, però aquest és encara un intent agradable de crear un shooter més cerebral en la línia de BioShock i Half-Life 2." Edge va donar al joc una puntuació de sis de deu i va dir: "Per tots els esforços de Raven amb trucs temporals, aquest és un joc que està bloquejat al passat del FPS – però, perversament, en els seus aspectes més arcaics, Raven demostra que només pot ser la prova del temps."